# Fedikovella caymanensis
Fedikovella caymanensis is een slakkensoort uit de familie van de Cocculinidae. De wetenschappelijke naam van de soort is voor het eerst geldig gepubliceerd in 1976 door Moskalev.